# Патернополи
Патерно̀поли (на италиански: Paternopoli) е малко градче и община в Южна Италия, провинция Авелино, регион Кампания. Разположено е на 162 m надморска височина. Населението на общината е 2588 души (към 2011 г.).